# Payson (Arizona)
Payson – miasto w Stanach Zjednoczonych, w stanie Arizona, w hrabstwie Gila.